# Eulophus ramicornis
Eulophus ramicornis is een vliesvleugelig insect uit de familie Eulophidae. De wetenschappelijke naam is voor het eerst geldig gepubliceerd in 1781 door Fabricius.